# AC-3 CD

Ursprüngliches Logo von Dolby Digital

Die AC-3 CD (auch Doby Digital AudioCD) ist eine Audio-CD, auf der bis zu sechs Kanäle im Dolby Digital Format (AC-3) mit einer Abtastfrequenz von 44,1 kHz gespeichert werden können. Ein ähnliches Verfahren ist mit DTS-Inhalten möglich (DTS-CD).

## Technik
Im Regelfall liegt ein in AC-3 codiertes Tonmaterial mit 48 kHz Abtastfrequenz vor, wie es der DVD-Video-Standard vorsieht (ausgenommen moderne HD-Formate). Redbook-konforme Audio-CDs besitzen jedoch nur eine Abtastfrequenz von 44,1 kHz, sodass eine Abtastratenkonvertierung erforderlich ist. Im Optimalfall kann eine AC-3-Tonspur direkt aus unkomprimierten Tonspuren generiert werden. Anschließend muss die passende Tonspur in eine *.wav-Datei verkapselt werden, indem Header und Footer hinzugefügt werden. Elf verschiedene Kombinationen der sechs Kanäle können dabei genutzt werden, wobei das Endprodukt 44,1 kHz, 16 Bit und 1,411 kbit/s Abtastrate enthalten muss. Dies wird durch die Verwendung von Füllbits erreicht, da die maximale Bitrate bei AC-3 lediglich 640 kBit/s beträgt.
Anschließend können die so erzeugten Daten auf eine Audio-CD gebrannt werden und in einem CD-Player mittels Dolby Digital Decoder wiedergegeben werden. Typischerweise wird der ausgelesene Bit-Strom per S/PDIF oder HDMI verlustfrei an einen AV-Receiver weitergeleitet, der die D/A-Wandlung übernimmt. Dieser erkennt das vorliegende Datenformat automatisch und schaltet entsprechend zwischen PCM, AC-3 (oder DTS) um. Die Wiedergabe und Decodierung am Computer ist mit geeigneter Software (z. B. VLC media player), aber auch mit DVD- und BluRay-Playern möglich. Spätere DVD-Player enthielten auf Druck von Öffentlichkeit und Industrie, anders als bei DTS, standardmäßig einen passenden Dolby Digital Decoder. Seit Einführung der BluRay haben sich AC-3 und DTS als Standard etabliert. Es lassen sich so bis zu 80 Minuten Musik in 5.1 Surround Sound auf einer CD speichern.

## Verbreitung
Kommerziell wurde die AC-3-CD nie vertrieben, da sich DVD-Audio mit einer Auswahl zwischen mehreren Tonspuren etablierte. Ähnlich wie die DTS-CD wurde sie nur sehr vereinzelt von Enthusiasten genutzt, die teilweise sogar selbst Surroundversionen (aus Stereodaten) abmischen.

## Vorteile
- Im Gegensatz zu anderen Raumklangformaten, wie die Super Audio CD oder DVD-Audio, die gesonderte Spieler benötigen, ist die AC-3-CD zu den meisten CD-Spielern kompatibel und benötigt nur einen CD-Spieler mit Digitalausgang sowie einen Dolby-Digital-Decoder, der heutzutage in alle Heimkino-Anlagen integriert ist.
- Im Vergleich zu Mehrkanalton, der im Stereoton Matrix-codiert ist und mit einem Matrix-Decoder (etwa Dolby Pro Logic, DTS NEO:6) decodiert wird, bietet die AC-3-CD bis im Raumklang keine qualitativen Abstriche.
- AC-3-CDs sind Red-Book-konform, also als „normale“ Audio-CDs handhabbar.
- Die Eigenerstellung ist einfacher als bei DTS-CDs, da die Encoder günstiger in der Anschaffung sind.

## Nachteile
- Wenn eine AC-3-CD in normalen PCM-CD-Playern abgespielt werden, ist nur ein Rauschen zu hören. In einzelnen Fällen können Lautsprecher bei hoher Lautstärke dabei Schaden nehmen.
- Mit 640 kBit/s ist die Dolby Digital technisch dem DTS-Verfahren mit 1,234 kbit/s Datenrate unterlegen.
- Eine Anpassung der Ausgabedaten, z. B. Crossfading, Dithering und Equalizing, ist mit den AC-3-Rohdaten nicht möglich.